# ایندرا پوترا محی‌الدین
ایندرا پوترا محی‌الدین (انگلیسی: Indra Putra Mahayuddin؛ زادهٔ ۲ سپتامبر ۱۹۸۱) بازیکن فوتبال اهل مالزی است.
از باشگاه‌هایی که در آن بازی کرده است می‌توان به باشگاه فوتبال سلانگور، باشگاه فوتبال پاهانگ، باشگاه فوتبال کلانتان، و باشگاه فوتبال پراک اشاره کرد.
وی همچنین در تیم‌های ملی فوتبال زیر ۲۳ سال مالزی و مالزی بازی کرده است.
وی در مسابقات کشوری و بین‌المللی در مجموع برندهٔ ۱ مدال نقره شده است.